# Pere Riba Madrid
Pere Riba Madrid (Barcelona, 7 d'abril de 1988) és un tennista professional català retirat. Va tenir diversos èxits en el circuit challenger i va arribar a la 65a posició del rànquing ATP individual. Els seus entrenadors van ser Jordi Arrese, i Juanse Martínez.

## Trajectòria

### Individual
| Open d'Austràlia | A   | A  | 2R | 2R  | A   | A  | 0 / 2 | 2 – 2  |
| Roland Garros | A   | 2R | 2R | A   | 1R  | 1R | 0 / 4 | 2 – 4  |
| Wimbledon | A   | 1R | 1R | A   | A   | 1R | 0 / 3 | 0 – 3  |
| US Open | A   | 1R | 1R | A   | A   | 1R | 0 / 3 | 0 – 3  |
| Rànquing a final d'any | 121 | 72 | 89 | 447 | 126 |    |       | 4 – 12 |
| Llegenda: G: Guanyador; F: Finalista; SF: Semifinalista; QF: Quarts de final; Q: Qualificació; A: Absent; RR: Round Robin; |     |    |    |     |     |    |       |        |

### Dobles
| Open d'Austràlia | A   | A   | 2R  | 1R  | A   | 0 / 2 | 1 – 2 |
| Roland Garros | A   | QF  | 1R  | A   | A   | 0 / 2 | 3 – 2 |
| Wimbledon | A   | A   | 1R  | A   | A   | 0 / 1 | 0 – 1 |
| US Open | A   | 1R  | 1R  | A   | A   | 0 / 2 | 0 – 2 |
| Rànquing a final d'any | 150 | 108 | 125 | 429 | 500 |       | 4 – 7 |
| Llegenda: G: Guanyador; F: Finalista; SF: Semifinalista; QF: Quarts de final; Q: Qualificació; A: Absent; RR: Round Robin; |     |     |     |     |     |       |       |